# Schloss Münster
Il Schloss Münster, ufficialmente Fürstbischöfliches Schloss Münster, è un castello situato a Münster in Germania. 

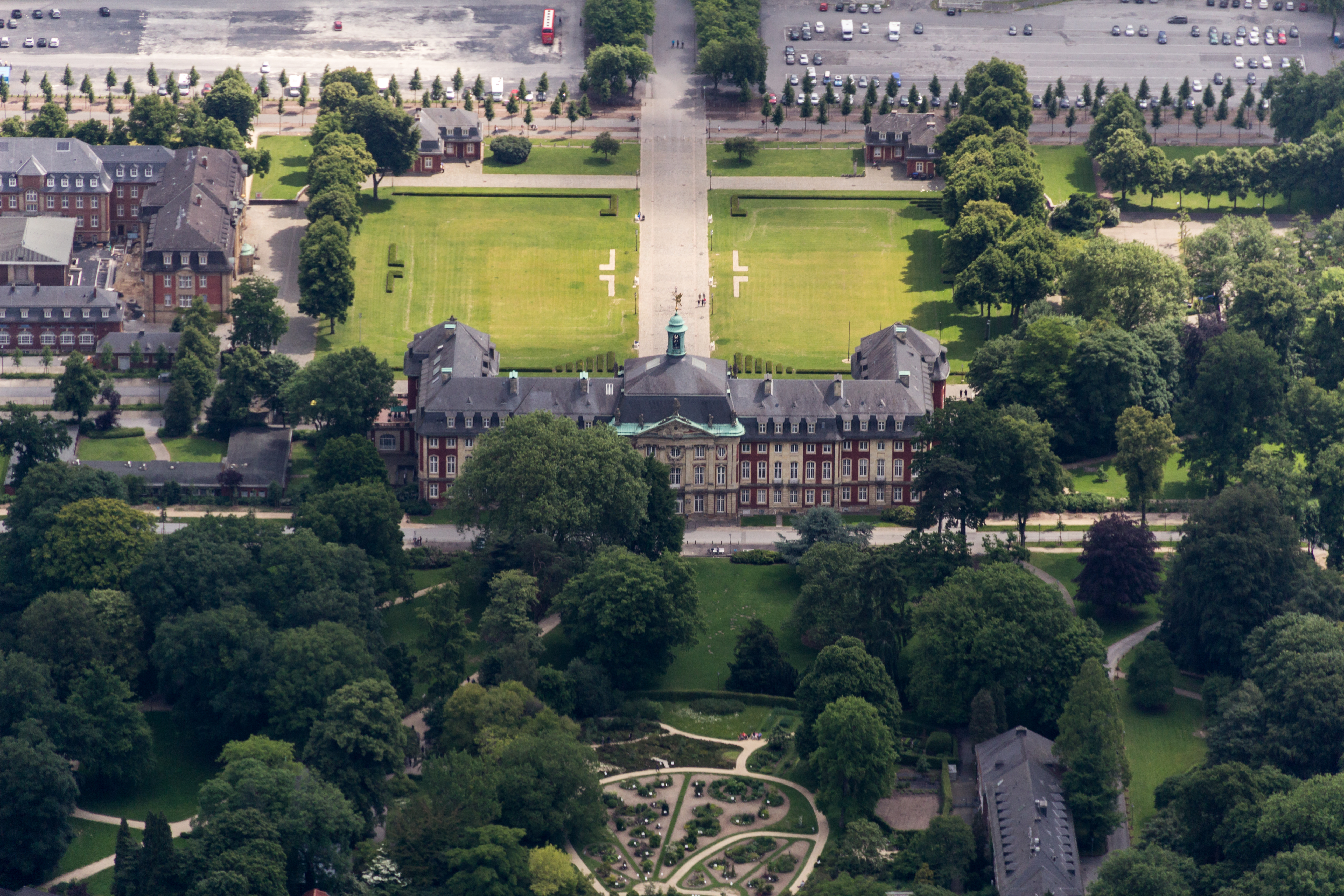
Vista aerea

Costruito come residenza del duca-vescovo di Münster, fu eretto tra il 1767 e il 1787 in stile barocco come dimora per il principe vescovo Maximilian Friedrich von Königsegg-Rothenfels.
L'architetto che progettò l'edificio fu Johann Conrad Schlaun. Dal 1954 è stata la sede dell'Università della Westfalia Wilhelms. Il castello è costruito con la tipica pietra arenaria Baumberger di Münster.